# Echinopsis eyriesii
Espèce
Echinopsis eyriesii est une espèce de plantes à fleurs du genre Echinopsis de la famille des Cactaceae.
Elle est originaire du sud du Brésil, Uruguay et du nord de l'Argentine dans des zones vers 500 m d'altitude environ.
Il a fleuri à Kew en 1835
.

## Étymologie
L'espèce a été nommée ainsi en l'honneur d'Alexandre Eyries du Havre. Celui-ci affirmait que ses plantes venaient de Buenos Aires, un capitaine français les lui ayant rapportées de là-bas en 1827 .

## Description
Elle se présente comme un cactus globuleux jusqu'à 30 cm de haut et une vingtaine de côtes bien marquées. Ces côtes supportent des aréoles avec une pincée d'épines courtes.
Dans des conditions favorables, mais assez faciles à obtenir en culture (hiver au frais, en repos et au sec) des tubes floraux apparaissent. Le bouton floral se développe jusqu'à atteindre environ 20 cm. Puis la fleur s'ouvre un soir en forme de trompette avec un diamètre de 12 cm environ. Elle est de couleur blanche ou rose pâle. Elle présente un pistil qui se termine avec des brins en étoile. Une légère odeur délicate se dégage. Le lendemain, le bout du pistil se redresse et quelques heures plus tard la fleur se dessèche.
Il existe une variété sans épines : Echinopsis eyriesii var. inermis, parfois dénommée Echinopsis inermis 

## Culture
La culture est facile avec les soins appliqués aux cactus en général : une terre bien drainée, du soleil, peu d'eau et pas du tout en hiver. Le repos hivernal est indispensable pour obtenir une floraison.
De nombreuses hybridations rendent difficile l'identification des plantes.